# Глюкуронілтрансфераза
УДФ-Глюкуронілтрансфер́́аза (уридин-5-дифосфат глюкуронілтрансфераза, УДФ-ГТ) — назва ферменту, який каталізує процес глюкуронування .
Він знаходиться в мембранах ендоплазматичного ретикулума гепатоцитів та деяких інших органах.
Цей фермент дуже важливий для деактивації і виведення з організму білірубіну, тироксину, естрогенів, андрогенів, наркотиків, багатьох медикаментів, токсинів та ін.
Особливо великої кількості ферменту УДФ-ГТ1-A1 людина потребує при розпаді порфіринів. Рідкісна мутація гену-УДФ-ГТ1-A1, яка призводить до (майже) повного дефекту ферменту спричиняє дуже важко перебігаючу форму цього захворювання — синдром Криглера-Найяра.
УДФ-глюкуронілтрансфераза відноситься до УДФ-глікозилтрансфераз, ферментів, що переносять глікозильні групи з УДФ-молекул на інші маленькі гідрофобні молекули. При цьому утворюються відносно індиферентні глюкуруніди, добре розчинні у воді сполуки, що можуть виділятися в кишечник з жовчю.
Ці ферменти присутні і у вірусів, бактерій, рослин і тварин, де вони є важливою складовою обміну речовин.

## Ізоформи ферменту в людини
- UGT1A1
- UGT1A3
- UGT1A4
- UGT1A5
- UGT1A6
- UGT1A7
- UGT1A8
- UGT1A9
- UGT1A10
- UGT2A1
- UGT2A2
- UGT2A3
- UGT2B4
- UGT2B7
- UGT2B10
- UGT2B11
- UGT2B15
- UGT2B17
- UGT2B28
- UGT3A1
- UGT3A2